# Помпаж насосної установки
Помпаж насосної установки (рос. помпаж насосной установки; англ. pumping unit surging; нім. Pumpen n der Pumpenanlage) – явище нестійкої роботи насоса, за якої подача різко змінюється від найбільшого значення до нуля або від'ємного значення.
При помпажі напір коливається у великих межах, спостерігаються гідравлічні удари, шум і трясіння всього насосного устаткування і трубопроводів.
Помпаж виникає в насосах, які мають насосну характеристику зі спадною лівою гілкою. Таку характеристику мають звичайно тихохідні насоси (див. коефіцієнт швидкохідності насоса). Помпаж виникає у випадках, коли характеристика насосного устаткування проходить вище характеристики насоса, характеристика насосного устаткування перетинає характеристику насоса у двох точках або при паралельній роботі насосів, якщо напір при нульовій подачі одного із насосів менший від напору другого насоса при його самостійній роботі на мережу.